# Signed for Life
Signed for Life - The Heartcore Demos är ett samlingsalbum av Blandade artister, utgivet av skivbolaget Pacemaker Records (senare Burning Heart Records) 1993. Skivan innehåller demoinspelningar och utgavs i 2 000 exemplar.

## Låtlista
Samtliga låtar är tagna från demoinspelningar av respektive artist. Låt 1-7 är tagna från Melack, 8-9 från Mindjive, 10-12 från Oil Up the Stud, 13-20 från Touchdown, 21-23 från Breach, 24-28 från To Make Up My Mind och 29-31 från Feeling Down.
1. Millencolin - "Melack"
2. Millencolin - "Melancholy Protection"
3. Millencolin - "A Bit of Muslin"
4. Millencolin - "Planet Earth"
5. Millencolin - "The Tame"
6. Millencolin - "An Elf and His Zippo"
7. Millencolin - "Flower Treatment"
8. Mindjive - "Why Believe?"
9. Mindjive - "Some of"
10. Tribulation - "Free From Forever"
11. Tribulation - "Sick Trip"
12. Tribulation - "Equipment Glow"
13. No Fun at All - "What a Shame"
14. No Fun at All - "She Wants Me All the Time"
15. No Fun at All - "Confusion"
16. No Fun at All - "Trying So Hard"
17. No Fun at All - "In the Summer Night"
18. No Fun at All - "Don't Rely"
19. No Fun at All - "I Know"
20. No Fun at All - "Justice in the World"
21. Breach - "Senseless Pride"
22. Breach - "Tears"
23. Breach - "Walls of Reality"
24. Raised Fist - "You Say"
25. Raised Fist - "Hear Me Now"
26. Raised Fist - "Falling"
27. Raised Fist - "One Step"
28. Raised Fist - "You and Me"
29. 59 Times the Pain - "Feeling Deep"
30. 59 Times the Pain - "Give Us a Break"
31. 59 Times the Pain - "As You Move Along"

### Fotnoter
1. 1 2  ”Signed for Life”. Discogs.com. http://www.discogs.com/Various-Signed-For-Life-The-Heartcore-Demos/release/1452528. Läst 6 april 2012.